# Gordonella
Gordonella is een geslacht van kreeftachtigen uit de klasse van de Malacostraca (hogere kreeftachtigen).

## Soorten
- Gordonella kensleyi Crosnier, 1988
- Gordonella paravillosa Crosnier, 1988
- Gordonella villosa (Alcock & Anderson, 1894)